# SUNNY CAR WASH
SUNNY CAR WASH （サニーカーウォッシュ）は、日本のオルタナティヴ・ロックバンド。通称「サニカ」。

## メンバー

### 現メンバー
- 岩崎優也（いわさき ゆうや）
  - 1997年4月28日生まれ。通称アダム。
  - ボーカル・ギター。初期メンバー。
  - ほとんどの楽曲の作詞・作曲を担当。
- 羽根田剛（はねだ ごう）
  - 1997年7月5日生まれ。
  - ベース。初期メンバー。

### 元メンバー
- 高嶋拓海（たかしま たくみ）
  - ギター。
  - 2016年9月26日のライブにて脱退。
- 柴原菜帆（しばはら なほ）
  - 1997年9月8日生まれ。
  - 2017年5月26日のライブにて脱退。初期メンバー。
  - 現在は掛け持ちしていたバンド、Lucie, Tooでドラムを担当している。
- 畝狹怜汰（うねばさみ りょうた）
  - 1997年10月1日生まれ。広島出身。
  - ドラム。
  - BACKDATE NOVEMBERで（2016年10月15日 - 2017年3月31日）ドラムを担当していた。
  - 同バンドが宇都宮HELLO DOLLYでライブを行った際に岩崎と知り合い、2017年5月に加入。
  - 2019年9月、SUNNY CAR WASH活動休止中に脱退
  - 脱退後は、あの率いるバンドI's及び元Shout it Outの山内彰馬らのバンドmotherにドラムとして参加している。
- ユージタナカ
  - 1999年2月18日生まれ。
  - ギター。

## 概要・来歴
- 2015年
  - 1月28日 - 「Sugar?」として結成。
- 2016年
  - 10月 - 当時のギターであった高嶋の脱退を機に、柴原、岩崎、羽根田のスリーピースとなり「SUNNY CAR WASH」に改名。同時に「1st Demo CD」を発売した。
  - 12月11日 - 宇都宮の若手6バンドで共同企画「OUR YOUTH」を宇都宮HELLO DOLLYで開催した。
    - 参加バンドは、SUNNY CAR WASH、Hey SideMe、GLORY Hz、UNDER SOCKS、.Wannabies、Lucie,Too
- 2017年
  - 5月 - 柴原が脱退し、畝狹が加入した。
  - 5月7日 - BASEMENT-TIMESにて「まだ誰も聴いてない天才たち 邦楽インディーズバンド再生数10,000以下よりオススメ4選」として特集された[1]。
  - 5月26日 - 「2nd demo CD」を発売した。
  - 7月29日 - 未確認フェスティバルライブ審査が行われ、これを通過した。
  - 8月27日 - 未確認フェスティバル最終審査にて審査員特別賞となった。
  - 10月21日 - HMV SHINJUKU ALTA 1st Anniversary『FORELSKET』7inch series発売。
  - 11月8日 - 1stミニアルバム「週末を待ちくたびれて」を初の全国流通盤として発売。
  - 11月11日~12日 - 自主企画ライブ「故郷には緑を」を、宇都宮HELLO DOLLYと下北沢BASEMENT BARで開催した。
- 2018年
  - 1月6日 - 日本テレビ バズリズム02にて「コレはバズるぞ2018」29位にランクイン。
  - 7月11日 - 1stシングル「ティーンエイジブルース」を1997枚限定で発売。
  - 7月13日 - 初のワンマンライブ「コンバンワンマン」を下北沢BASEMENT BARで開催した。
  - 8月22日 - 2ndシングル「ムーンスキップ」を1997枚限定で発売。
- 2019年
  - 3月8日 - 岩崎の体調不良により、活動休止を発表[2]。
  - 9月3日 - ドラムの畝狹怜汰が脱退を発表、以後畝狹は元Shout it Outのボーカルである山内彰馬のバンドmothersで活動することとなった[3]。
- 2020年
  - 1月24日 - Twitter上で3月13日よりギターのユージタナカを加えた新体制での活動再開を発表[4][5]。また下北沢Club Queでの自主企画ライブ「ラララ」を発表した。
- 2021年
  - 10月22日 - 12月28日にZepp DiverCityで行われるワンマンライブをもって解散することを発表[6]。
  - 12月28日 - 東京・Zepp DiverCity（TOKYO）で行われた『さよなラストLIVE 2021～はじめてのラストライブ～』にて解散。
- 2022年
  - 2月23日（予定） - 1stアルバム『ハネダ!ハネダ!ハネダ!』が発売[7]。メジャーデビューアルバムとなった。

## 動画

### ミュージックビデオ
※:100万再生達成作品

### その他
| 公開日     | タイトル                                  |
| ---------- | ----------------------------------------- |
| 2018/02/13 | キルミー                                  |
| 2018/06/07 | ティーンエイジブルース 【メイキング映像】 |
| 2019/09/17 | ハッピーエンド                            |

## タイアップ一覧
| 使用年 | 曲名           | タイアップ                                   |
| ------ | -------------- | -------------------------------------------- |
| 2018年 | ムーンスキップ | 読売テレビ『マヨなか笑人』エンディングテーマ |